# Borea
Borea (in greco antico: Βορέας?, Borèās) è un personaggio della mitologia greca, la personificazione del Vento del Nord. Viene raffigurato come un uomo barbuto ed alato, con due volti e la chioma fluente. Nella mitologia romana corrisponde ad Aquilone.

## Genealogia
Figlio del titano Astreo e di Eos, era fratello di Austro, Apeliote e Zefiro, sposo di Orizia e padre di due maschi, Calaide e Zete, e di due femmine, Cleopatra e Chione.

Con due donne diverse generò Bute e Licurgo.

## Mitologia

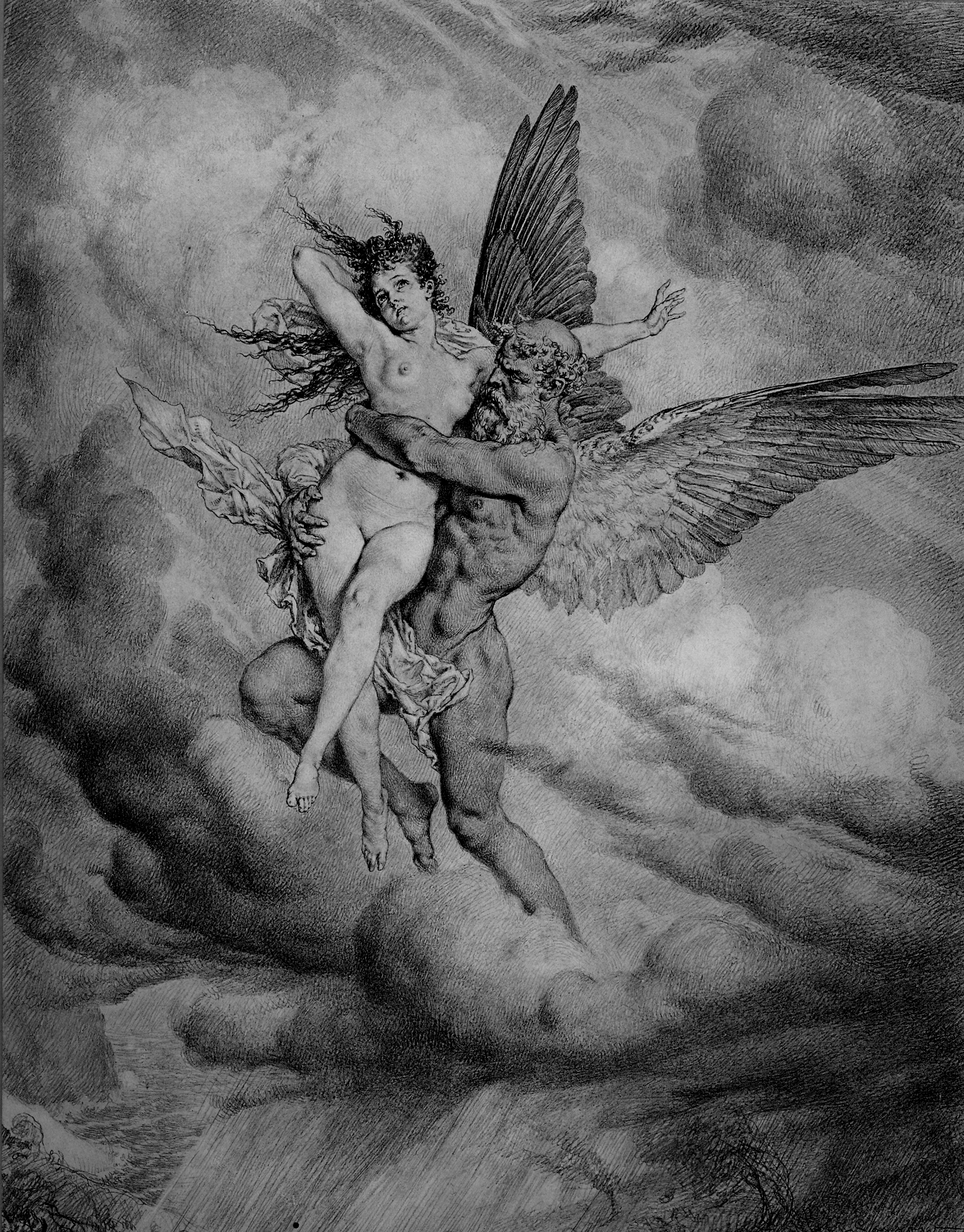
Il rapimento di Orizia

Borea rapì Orizia (una principessa ateniese) che aveva preso in simpatia e supplicato per i suoi favori sperando di persuaderla, ma quando fu rifiutato tornò al suo solito temperamento e così la catturò mentre ballava sulle rive dell'Ilisso.

Borea la avvolse in una nuvola e la sposò e con lei generò i suoi primi quattro figli. Nonostante ciò, gli Ateniesi videro Borea come un buon parente per matrimonio.
Borea era associato ai cavalli e si diceva che nelle fattorie di Erittonio re di Dardania, avesse preso la forma di uno stallone generando dodici puledri che, una volta nati, erano in grado di attraversare un campo di grano senza calpestare le piante.

Plinio il Vecchio pensava che le fattrici potessero stare con i loro quarti posteriori al Vento del Nord e generare puledri senza stallone.
I Greci credevano che la sua casa fosse in Tracia ed Erodoto e Plinio descrivono entrambi una terra settentrionale nota come Iperborea ("Oltre il Vento del Nord"), dove le persone vivevano in completa felicità e avevano una vita straordinariamente lunga.

Secondo le Variae Historiae di Claudio Eliano, Chione, la figlia di Borea, generò tre sacerdoti al servizio di Apollo, tutti di sei cubiti di altezza.
Infine Virgilio nel decimo libro della sua Eneide scrive che il principe sabino Clauso uccise tre guerrieri traci, discendenti diretti di Borea, durante la guerra tra italici e troiani.

## Culto
In ricordo del presunto aiuto dato da Borea nella Battaglia di Capo Artemisio agli Ateniesi per sconfiggere la flotta persiana, furono istituite le Boreasmi, feste in suo onore.